# Kroužilka běžná
Kroužilka běžná (Empis tessellata) je hmyz z čeledi kroužilkovitých. V rámci Spojeného království, kde může být spatřena od dubna do srpna zejména na miříkovitých, je s 8,5–12 milimetry délky největším zástupcem kroužilek.